# Lingua magadhi
La lingua magadhi, nota anche come lingua magahi, è una lingua indoaria parlata in India. Al 2022, è parlata da 20,7 milioni di parlanti totali.

## Distribuzione geografica
Secondo l'edizione 2009 di Ethnologue, i locutori di magadhi erano 13 milioni, stanziati negli stati indiani del Bengala Occidentale, Bihar e Jharkhand. Nel 2011, erano cresciuti a 20,7 milioni di parlanti nativi.

## Classificazione
Secondo Ethnologue la lingua magadhi è una delle lingue bihari, che appartengono alle lingue indoarie della zona orientale.

## Sistema di scrittura
Per la scrittura viene usato l'alfabeto devanagari.